# 伯納基灣
77°27′S 163°50′E / 77.450°S 163.833°E
伯納基灣是南極洲的海灣，位於維多利亞地沿岸，處於馬布爾角和伯納基角之間，寬5.5公里，由羅伯特·斯科特率領的英國探險隊命名，現時由南極條約體系管理。